# 邁克·克里格
邁克·克里格（英語：Mike Krieger，1986年3月4日—），是一位巴西裔美國企業家，與凱文·斯特羅姆共同創辦了Instagram，並擔任首席技術官。Instagram的用戶數量從幾百萬擴展到10億月活躍用戶。。
2018年9月24日，克里格和斯特羅姆宣布從Instagram辭職。

## 生平
克里格出生於巴西聖保羅，於2004年移居加州，就讀於史丹佛大學。在史丹佛大學期間，他結識了凱文·斯特羅姆，兩人於2010年共同創立了Instagram。Instagram被Facebook收購後，克里格致力於推動其發展。
2020年4月18日，克里格再次與斯特羅姆合作推出了Rt.live，這是他們離開Facebook後共同推出的第一個產品。Rt.live是用於追蹤COVID-19在美國各州傳播速度的最新工具。
2023年2月22日，克里格和斯特羅姆在App Store和Google Play上公開推出了引人注目的、由人工智能驅動的新聞應用程序Artifact News。

## 個人生活
2015年，克里格與妻子凱特琳·特里格（Kaitlyn Trigger）結婚。